# Pauls Sokolovs
Pauls Sokolovs (ur. 17 lipca 1902 w Rydze, zm. 20 kwietnia 1971)) – łotewski piłkarz grający na pozycji pomocnika, olimpijczyk. W swojej karierze rozegrał 8 meczów w reprezentacji Łotwy. 

## Kariera klubowa
Grał w klubie RFK Ryga, z którym trzykrotnie zdobywał tytuł mistrza kraju (1924, 1925, 1926).

## Kariera reprezentacyjna
W reprezentacji narodowej debiutował 24 lipca 1923 roku w towarzyskim meczu z drużyną Estonii (1–1). W 1924 roku dostał powołanie do reprezentacji narodowej na Letnie Igrzyska Olimpijskie 1924. Łotysze rozegrali jeden mecz; w pojedynku drugiej rundy (w pierwszej mieli wolny los), reprezentanci tego kraju przegrali z Francuzami 0–7 i odpadli z turnieju. Ostatnim jego meczem w reprezentacji narodowej było spotkanie towarzyskie z Litwą (20 września 1925). Łotysze zremisowali 2-2. Łącznie wystąpił osiem razy w kadrze narodowej, nie zdobywając żadnej bramki.